# صلاح الهاشم
صلاح الهاشم ، من قارئي القرآن الكريم ومن أئمة المساجد في دولة الكويت.

## بداياته
بدأ الشيخ القارئ صلاح الهاشم حفظ القرآن في سن 12 سنة وكان أول ما حفظ هي سورة مريم ، وكان يسمع للشيوخ المصرين محمود خليل الحصري ، محمود علي البنا ، محمد صديق المنشاوي وحسب قول الشيخ في لقاء له أن هذا ما ساعده على حسن تجويد القرآن ، بدأ الحفظ على يد الشيخ ناصر العثمان والشيخ عدنان عبد القادر حتى نال الإجازة من الشيخ خميس بن عبد العظيم.

## المؤهلات العلمية
- حاصل على إسناد قرآني متصل إلى النبي عليه الصلاة و السلام برواية حفص.
- حاصل على إجازة بقراءة القرآن وإقرائه و تعليمه.

## أعماله و مناصبة
- إمام لصلاة التراويح والقيام في دولة الكويت.
- إمام المسجد الكبير بدولة الكويت خلال الفترة من عام 2002 وحتى 2006.
- إمام مسجد مريم القطامي بمنطقة الشويخ السكنية في رمضان لصلاتي التراويح و القيام.
- مدير عام مؤسسة أصوات للإنتاج الإعلامي.
- رئيس إدارة التدريب في شركة دار ريادة للاستشارات والتدريب.
- مدرب مرخص OLTO.
- رئيس نادي TARGET.
- معلم للقرآن الكريم منذ عام 1993.
- مدرس سابق في وزارة التربية والتعليم.
- له تسجيل كامل للمصحف المرتل و إصدارات قرآنية بروايات مختلفة.